# Администрация оккупированных вражеских территорий
Администрация оккупированных вражеских территорий (АОВТ) (англ. Occupied Enemy Territory Administration, OETA) — совместная британская, французская и арабская военная администрация, существовавшая в период с 23 октября 1918 по 1920 год над бывшими вилайетами Османской империи в регионах Леванта и Месопотамии. Была создана державами-победительницами после Синайско-Палестинской кампании в Первой мировой войне и была распущена после создания французского мандата в Сирии и Ливане и британского мандата в Палестине на конференции в Сан-Ремо 19-26 апреля 1920 года.

## История
23 октября 1918 года, после разгрома Османской империи британскими и арабскими войсками, фельдмаршал Эдмунд Алленби объявил, что Османская Сирия будет разделена на три административные подразделения, которые очень мало отличались от существовавших ранее на этих территориях османских вилайетов:
- АОВТ Юг, состоящая из османского мутасаррифа Иерусалима и санджаков Наблуса и Акко.
- АОВТ Запад (первоначально АОВТ Север, переименованная два месяца спустя), состоящая из османского вилайета Бейрут, мутасаррифа Горный Ливан, санджака Латакия и ряда других районов.
- АОВТ Восток, состоящая из османского вилайета Сирия и южной части вилайета Алеппо.

В декабре 1918 года, после оккупации региона Киликия, была создана новая территория АОВТ Свеер, состоящая из вилайета Адана.
В личном разговоре с эмиром Фейсалом Эдмунд Алленби позволил себе дать некоторые гарантии от имени правительства Британской империи: 

«Я дал эмиру Фейсалу официальные заверения, что какие бы меры не были приняты в период [существования] военной администрации, они будут исключительно временными и не смогут нанести ущерб окончательному урегулированию на мирной конференции, на которой арабы, несомненно, будут иметь представительство. Я напомнил эмиру Фейсалу, что союзники считают своим долгом достичь урегулирования в соответствии с желаниями заинтересованных народов и убеждают его искренне поверить в их честность».